# Выстрел на поражение
«Выстрел на поражение» (англ. In the Flesh) — детективный фильм Бена Тейлора.
Номинировался на лучший фильм ЛГБТ-фестиваля  Verzaubert — International Gay & Lesbian Film.

## Сюжет
Филипп Кирш, один из лучших полицейских, работающий под прикрытием. Его посылают на очередное опасное задание, связанное с продажей наркотиков в ночном гей-клубе. Там он знакомится с геем Оливером Бэком.
Почти сразу же Оливер становится свидетелем убийства своего постоянного клиента по имени Мак. Полиция подозревает Оливера, но Филип верит Оливеру и предоставляет ему ложное алиби, подтвердив, что Оливер был с ним всю ночь во время убийства. Им вдвоём придется вычислить убийцу.

## В ролях
| Актёр           | Роль            |
| --------------- | --------------- |
| Дэйн Риттер     | Оливер Бэк      |
| Эд Корбин       | Филипп Кирш     |
| Сэнди Шейер     | Сэйди           |
| Шимли Рейнольдс | Рэйвен          |
| Рэнди Колмиа    | Бишоп           |
| Филип Соломон   | Мейер           |
| Роксзейн Мимс   | лейтенант Крейн |
| Эдриан Робертс  | Груп            |
| Лора Элкинс     | Шеронда         |
| Джули Ли        | Джинджер        |